# Репликация на ДНК
Репликация на ДНК се нарича удвояване на молекулите на ДНК (при някои вируси на РНК) при участието на специфични ензими и белтъци. Основен ензим на репликацията е ДНК-полимеразата (ензимите на репликацията имат приложение в генното инженерство). Целият комплекс от ензими и белтъци се означава като белтъчен комплекс на репликацията.
Процесът осигурява точно копиране на генетичната информация и предаването и от поколение в поколение. Репликация е и удвояването на хромозомите, в основата на което е репликацията на ДНК. Като се спазва правилото за съответност (допълнителност, комплементарност), срещу азотната база А (Аденин) от едната полинуклеотидна верига застава Т (Тимин), а срещу Г (Гуанин) застава Ц (Цитозин) или обратното. Ако всеки „новодошъл“ нуклеотид се свърже с предходния, ще се получи нова полинуклеотидна верига – допълнително копие на изходната. Този „остроумен“ и същевременно прост механизъм стои в основата на процесите на съхраняване и предаване на генетичната информация във всяка клетка. Процесът, при който се удвоява ДНК, се нарича репликация или биосинтеза на ДНК (синтез на ДНК).
Репликацията на ДНК се извършва през синтетичния период (S-период) от интерфазата на митотичното делене (митоза). Репликацията протича в ядрото на клетката. Ензимите, взимащи участие в процеса са ДНК-полимераза I, ДНК-полимераза III, ДНК-зависима РНК-полимераза (праймаза), ДНК-хеликаза и още редица други.
При започването на процеса ДНК-хеликазата се свързва с двойно-спиралната верига, като къса слабите водородни връзки между базите. Пред ДНК-хеликазата върви ензимът ДНК-топоизомераза, който освобождава насъбралото се напрежение, получено вследствие на разплитането на веригата. Двете получени вериги се реплицират едновременно. Едната верига се нарича изоставаща, тъй като започва да се реплицира малко по-късно от другата, а другата се нарича водеща. Водещата верига се синтезира по непрекъснат способ в посока 5' —> 3'. Другата верига също се синтезира в посока 5' —> 3', но по прекъснат способ — на фрагменти, наречени фрагменти на Оказаки.
ДНК-полимераза III се свързва с участък на ДНК-веригата, наречен иницииращ участък.
Както всеки анаболитен процес, репликацията на ДНК изисква енергия. Тя се доставя от самите изходни нуклеотиди — градивни мономери на ДНК. Тези нуклеотиди съдържат дезоксирибоза, свързана не с един, а с три фосфатни остатъка. Те притежават, подобно на АТФ, богати на енергия химични връзки. При свързването им се отделят два фосфатни остатъка и енергия, която се използва за синтеза на полинуклеотидната верига на ДНК.
Сумарното уравнение за синтезата на ДНК не може да създаде представа за сложността на този процес. То обаче ни дава възможност да видим, че, наред с общите за всички анаболитни процеси изисквания (наличие на изходни вещества, ензими и енергия) за синтезата на ДНК, задължително е необходима матрица (участък от ДНК). Биосинтезата на ДНК се отличава и с редица други особености, които трябва да осигурят бързина и точност на процеса. Допуска се грешка на 1 милиард правилно свързани нуклеотиди. По време на синтезирането основният ензим — ДНК-полимеразата следи и отстранява грешките. Посоката на изграждане на новата верига е от фосфатния към хидроксилния край. За разлика от други анаболитни процеси, които имат значение за клетката само докато тя съществува и крайните им продукти не се предават в потомството, ДНК се синтезира само когато на клетката предстои делене, за да може клетъчната програма да се предаде непроменена в дъщерните клетки. Грешките при този синтетичен процес могат да доведат до смъртта на клетката или до нарушение в клетката (организма), вследствие на което се появяват мутации, които са основа на еволюцията (т.е. могат да бъдат и полезни).
При репликацията е нужна много по-голяма точност, отколкото при транскрипцията. Докато дефектната мРНК би дала в най-лошия случай няколко десетки негодни полипептиди (за другите РНК е аналогично), грешка в синтезата на ДНК може да обрече едната дъщерна клетка. За да се избегнат грешките, ДНК-полимеразата има способност да разкъсва последната фосфодиестерна връзка — 3'-5' екзонуклеазна активност, наричана още редакторска активност. Понякога (макар и рядко) срещу нуклеотид от матрицата застава свободен нуклеотид, който не му е комплементарен. Ензимът може да се „излъже“ и да го свърже към растящата верига. Грешката обаче веднага излиза наяве. Неправилно сдвоеният нуклеотид леко стърчи навън. Задната част на ДНК-полимеразата образува около ДНК толкова тесен тунел, че само безупречна двойна спирала може да се провре бързо. Ензимът се опитва да мине напред, но погрешният нуклеотид се заклещва. ДНК-полимеразата се задържа на място за известно време. То обикновено е достатъчно, за да може 3'-5' екзонуклеазната активност да влезе в действие и да изреже нуклеотида.
Ензимите на репликацията намират широко приложение в генното инженерство. Всъщност два типа ензими направиха възможни постиженията на генното инженерство. Това са ензимите на репликацията и ензимите на прокариотите. Последните имат способността да скъсват ДНК в точно определени места. С помощта на двата типа ензими може да се отреже даден ген и да се вгради във вирусна или бактерийна ДНК. Така се получава рекомбинантна ДНК, която съдържа информация, иначе неприсъстваща в бактерийната или вирусната ДНК. Ако рекомбинантната ДНК се вгради в клетка-гостоприемник, то тя започва да дава указания за синтеза на нов за нея белтък. Използвайки този подход днес се синтезират редица лекарствени препарати, като инсулин (хормон, използван при диабет), интерферон (антивирусен агент) и други.